# Lophuromys menageshae
Lophuromys menageshae  (Lavrenchenko, Verheyen, Verheyen, Hulselmans & Leirs, 2007) è un roditore della famiglia dei Muridi endemico dell'Etiopia.

## Descrizione
Roditore di piccole dimensioni, con la lunghezza della testa e del corpo tra 129 e 143 mm, la lunghezza della coda tra 60 e 75 mm, la lunghezza del piede tra 22 e 24 mm, la lunghezza delle orecchie tra 15 e 20 mm e un peso fino a 77 g.

Le parti superiori sono bruno-nerastre, con i singoli peli rossastri alla base, biancastri a metà e nerastri all'estremità, i quali producono un colore generale screziato. Le parti inferiori variano dal giallo-grigiastro all'arancio pallido, con la base dei peli grigio scura o giallo-arancio. Il dorso delle zampe è giallo-grigiastro, Gli artigli sono chiari. La coda è più corta della testa e del corpo, è scura sopra, più chiara sotto, ricoperta dorsalmente di piccoli peri nerastri e ventralmente bianchi. Il cariotipo è 2n=70 FNa=84.

## Biologia

### Comportamento
È una specie terricola.

## Distribuzione e habitat
Questa specie è endemica dell'Etiopia centrale.
Vive nelle foreste afromontane tra 2.100 e 2.600 metri di altitudine.

## Conservazione
La IUCN considera questa specie come sinonimo di Lophuromys flavopunctatus.